# عملیات نگهبان رفاه
عملیات نگهبان رفاه یک عملیات نظامی به رهبری ایالات متحده آمریکا توسط یک ائتلاف چند ملیتی است که در دسامبر ۲۰۲۳ برای پاسخ به حملات تحت رهبری حوثی‌ها به کشتیرانی در دریای سرخ تحت عنوان بحران دریای سرخ تشکیل شد. هدف آن مقابله با تهدیدات نیروهای حوثی علیه تجارت دریایی بین‌المللی و امنیت کشتیرانی در جهت یا مرتبط با اسرائیل است. این ائتلاف در حال حاضر بیش از ۲۰ کشور عضو آن هستند. مصر و عربستان سعودی که هر دو از نظر اقتصادی به حمل و نقل تجاری بدون مانع در این منطقه متکی هستند، از شرکت کنندگان فهرست شده غایب هستند. اسامه رابعه، رئیس اداره کانال سوئز، اظهار داشت که خوشبختانه «ترافیک ناوبری در کانال سوئز تحت تاثیر اتفاقاتی که در دریای سرخ می‌افتد، قرار نگرفته‌است».

## نیروها
گروه ضربت ترکیبی ۱۵۳، تحت کنترل نیروهای دریایی ترکیبی ایالات متحده، کشتی‌های عملیات را کنترل خواهد کرد، که در حال حاضر شامل گروه ضربتی حامل نیروی دریایی ایالات متحده است. این گروه ضربتی متشکل از ناو هواپیمابر یوا دوایت آیزنهاور و همراهانش ناوشکن کلاس آرلی برک، یواس اس گرولی، یو اس اس لابون و یو اس اس میسون. شناورهای دیگر کشورها شامل ناوشکن بریتانیایی HMS Diamond استHMS Diamond با دانمارک و یونان که هر دو برنامه‌های خود را برای ارسال ۱ ناوچه اعلام کردند.
هلند قصد دارد دو افسر کارمند را بفرستد. نروژ قصد دارد تا ده افسر کارمند را اعزام کند، اما از ۲۱ دسامبر هیچ کشتی اعزام نمی‌کند. استرالیا اعلام کرد که ۱۱ پرسنل نظامی را اعزام خواهد کرد اما درخواست ایالات متحده برای ارسال یک کشتی جنگی را رد کرد دانمارک اعلام کرد که یک افسر را اعزام خواهد کرد، و در ۲۹ دسامبر اعلام کرد که یک ناوچه ارسال خواهد کرد.
کانادا در حال اعزام سه افسر کارمند از طریق عملیات آرتمیس است. نیروهای مسلح کانادا تعداد نامشخصی خودروهای پشتیبانی زمینی، هوایی و دریایی را مستقر خواهند کرد. سیشل هیچ کشتی یا پرسنلی را مستقر نمی‌کند و مشارکت خود را به «ارائه و دریافت اطلاعات» به عنوان عضوی از نیروهای دریایی ترکیبی (CMF) (که در بحرین مستقر است) محدود می‌کند.

## جدول زمانی
- در ۱۲ ژانویه ۲۰۲۴، ایالات متحده و بریتانیا با حمایت استرالیا، کانادا، کره جنوبی، آلمان، هلند و بحرین، حملات هوایی را علیه اهداف حوثی‌ها در خاک یمن انجام دادند.[۲۷][۲۸]

- در ۲ مارس ۲۰۲۴ کشتی باری روبیمار متعلق به انگلستان که ۱۸ فوریه هدف حمله انصارلله یمن قرار گرفته بود، سرانجام در دریای سرخ غرق شد.[۲۹]

- نیروهای انصارلله یمن در آوریل ۲۰۲۴ پهپاد آمریکایی MQ-9 را هدف گرفته و ساقط کردند. این سومین پهپاد آمریکایی ساقط شده بدست نیروهای یمنی از زمان آغاز جنگ غزه بوده است.[۳۰]

| کشتی            | پرچم    | تاریخ             | نوع حمله                                   | جزئیات | تلفات                             | Ref           |
| --------------- | ------- | ----------------- | ------------------------------------------ | --- | --------------------------------- | ------------- |
| بلامانن         | نروژ    | ۲۳ دسامبر ۲۰۲۳    | حمله یک طرفه پهپاد                         | شکست حمله؛ بدون آسیب مالک و اپراتور Hansa Tankers (نروژی). |                                   | [ ۳۱ ] [ ۳۲ ] |
| سای بابا        | گابن    | ۲۳ دسامبر ۲۰۲۳    | حمله هواپیماهای بدون سرنشین                | مورد اصابت یک پهپاد تهاجمی یک طرفه؛ هیچ آسیبی گزارش نشده‌است |                                   | [ ۳۱ ] [ ۳۳ ] |
| MSC United VIII | لیبریا  | ۲۶ دسامبر ۲۰۲۳    | حمله موشکی نیروی دریایی                    | چندین انفجار در نزدیکی کشتی؛ هیچ آسیبی گزارش نشده‌است |                                   | [ ۳۴ ] [ ۳۵ ] |
| مرسک هانگژو 1=  | سنگاپور | ۳۰–۳۱ دسامبر ۲۰۲۳ | حمله موشکی ضد کشتی / تلاش برای دزدی دریایی | ستیزه‌جویان حمله کردند، کشتی را مورد اصابت قرار دادند. بدون آسیب تلاش برای هواپیماربایی ناموفق در ۳۱ دسامبر. | کشته شدن ۱۰ حوثی / ۳ ناوچهٔ توپدار | [ ۴ ] [ ۳۶ ]  |
| سنت نیکلاس      | یونان   | ۱۱ ژانویه ۲۰۲۴    | ربودن                                      | تانکر نفت سوار و فرماندهی شده توسط کماندویی ۵۰ مایل دریایی (۹۳ کیلومتر) شرق صحار، عمان، آخرین ردیابی ظاهراً به سمت بندرعباس، ایران بود. مالک، Empire Navigation. خدمه، ۱۸ فیلیپینی، یک یونانی. چارترر، توپرس (ترکیه). |                                   | [ ۳۷ ] [ ۳۸ ] |